# Vi Tidaholm
Vi Tidaholm (VT) är ett lokalt politiskt parti i Tidaholms kommun med sex mandat i kommunalfullmäktige efter valet 2022.